# Non dormire
Non dormire è il primo album in studio del rapper italiano Noyz Narcos, pubblicato nel 2005 dalla Traffik Records.

## Descrizione
Non dormire è stato interamente prodotto dallo stesso rapper, ad esclusione delle tracce 3 e 5 (prodotte da DJ Sano), 6 (prodotta da Sine), 8 (prodotta da DJ Mighty Mi per l'album The High Exhaulted di Copywrite) e la 15 (prodotta da Seth).
Rispetto agli album successivi, Non dormire presenta un suono più vicino all'hardcore hip hop per la presenza di basi musicali pesanti, campionamenti ripresi da tracce di metal estremo, hardcore punk e grindcore (Shabboo, Bio Hazard, Grand Finale), testi incentrati su tematiche quali droga, satanismo, misantropia, vita di strada, tematiche sociali, senza la mancanza di riferimenti cinematografici o tributi musicali.
Il disco venne ristampato in edizione limitata e reintitolato Non dormire Reloaded, la quale contiene Stop Hating. Nel 2015, in occasione del decennale dall'uscita dell'album, è stata commercializzata anche la versione LP.

## Tracce
1. Introducing Noyz Narcos (feat. DJ Gengis Khan) - prod. Noyz Narcos, DJ Gengis Khan
2. Tour Notturno - prod. Noyz Narcos
3. Shaboo - prod. Dr. Dre, Scott Storch (canzone originale: Westside Story di The Game)
4. Delorean (feat. Gemello, Cole) - prod. Noyz Narcos
5. Sanatoria (feat. Gel) - prod. DJ Sano Volcano
6. Non Dormire - prod. DJ Sine
7. Bodega (feat. Cole, Gel, Metal Carter) - prod. Noyz Narcos
8. Verano Zombie (feat. Gemello) - prod. DJ Mighty Mi (canzone originale: Badabing di Copywrite)
9. Butterfly Knife (feat. Chicoria) - prod. Noyz Narcos, Chicoria
10. Bio Hazard (feat. Wild Pizar) - prod. Noyz Narcos
11. White Gangsta (feat. Cole, Chicoria) - prod. Noyz Narcos
12. Il Lato Peggiore (feat. Metal Carter, Benassa) - prod. Noyz Narcos
13. Vendetta (feat. Metal Carter, Cole, Gel) - prod. Noyz Narcos
14. Fake Emcees - prod. Dr. Dre (canzone originale: Back Down di 50 Cent)
15. Grand Finale - prod. Seth
16. I'm Feeling Good - prod. Noyz Narcos (traccia fantasma)